# NGC 3064
إن جي سي 3064 التي يرمز لها بالرمز NGC 3064، هي مجرة، في كوكبة السدس.

## الاكتشاف
اكتشفت في 23 فبراير 1886، بواسطة فرانسيس بريسيرفد ليفنوورث.